# الكلمة الرئيسية في المؤتمر الوطني الديمقراطي 2004
ألقى الكلمة الرئيسية المؤتمر الوطني الديمقراطي (DNC) عضو مجلس شيوخ ولاية إلينوي والمرشح لمجلس الشيوخ الأمريكي آنذاك باراك أوباما في ليلة الأربعاء (يوم الثلاثاء) 27 يوليو 2004. ألقى أوباما الكلمة عندما لم يكن سياسًا معروفًا على المستوى الأمريكي، وساعدت في جعله أحد أشهر سياسيي الولايات المتحدة وقادت إلى الحديث عن ترشحه لرئاسة الولايات المتحدة حتى قبل أن يصبح سيناتورا في مجلس الشيوخ الأمريكي.
التقى أوباما بالمرشح الرئاسي الديمقراطي جون كيري في ربيع عام 2004 عندما كان مرشحًا فحسب لإلقاء خطاب الافتتاح في مؤتمر الحزب في صيف العام ذاته. كتب أوباما معظم الكلمة بنفسه بعد أن أبلغ أنه اختير لأن يلقي الكلمة وعدلها فريق حملة كيري الرئاسية. ألقيت الكلمة في الليلة الثانية من المؤتمر واستغرقت أقل من 20 دقيقة وفيها تحدث أوباما عن سيرته وعن رؤيته لأمريكا وأسباب دعمه لرئاسة كيري. لم تعرض الكلمة على أي من شبكات التلفزة الثلاث الكبرى. استخدمت إحدى عبارات الكلمة التي استعمالها أوباما ("جرأة الأمل") اسمًا لأحد كتبه.

## وصلات خارجية
- مقطع فيديو للكلمة كاملة على يوتيوبمن سي-سبان.